# Joel Helleny
Joel Helleny (* 23. Oktober 1956 in Paris, Texas; † 20. Juni 2009 in Herrin, Illinois) war ein US-amerikanischer Jazzposaunist des Mainstream Jazz.

## Leben und Wirken
Helleny begann seine Musikerkarriere im Mittleren Osten der USA; erste Aufnahmen entstanden 1976/77 mit der Band Memphis Nighthawks um den Saxophonisten Ron DeWar (Jazz Lips, Delmark). In den folgenden Jahren arbeitete er im Raum New York u. a. mit Freddie Moore, Warren Vaché, Jonny Holtzman, im New York Studio Jazz Ensemble um Peter Ecklund, Dan Barrett, Dill Jones und Howard Alden, des Weiteren mit Doc Cheatham, Randy Sandke, Jean-Loup Longnon, Toshio Oida sowie im Widespread Jazz Orchestra, in der Gully Low Jazz Band (Down to Earth, u. a. mit Clarence Hutchinrider, Frank Vignola) und Vince Giordano’s Nighthawks. Mit Sammy Rimington und David Paquette bildete er die Galvanized Jazz Band.
In der Band von Bob Wilber wirkte er 1984 am Soundtrack des Musikfilms The Cotton Club mit, zu hören in East St. Louis Toodle-Oo und Ring Dem Bells. Im Rahmen des Chicago Jazz Summit trat er 1986 mit Musikern wie Jimmy McPartland, Ken Peplowski, George Masso, Yank Lawson und Franz Jackson auf dem JVC Jazz Festival auf. In den 1990er-Jahren wirkte er noch bei Aufnahmen des Toshiko Akiyoshi Jazz Orchestra, Marty Grosz, Masanobu Ikemiyas American Ragtime Orchestra, Kenny Davern, Dick Hyman (Soundtrack Everyone Says I Love You, 1996), Scott Hamilton und Chuck Wilson mit; ferner trat er 1990 als Musiker im Musical Girl Crazy auf. 1995 und erneut 1998 gastierte er mit The New York Allstars mit einem Louis Armstrong Tribut in Hamburg. Ende 1995 entstand Hellenys einziges Album Lip Service, das er unter eigenem Namen mit Dan Barrett, Richard Wyands, Ray Macchiarola (Gitarre), Murray Wall (Bass) und Leroy Williams für Arbors Jazz einspielte. Scott Yanow lobte das lyrische Spiel Hellenys, der musikalisch den Bogen von Bop bis Swing schlägt. Im Bereich des Jazz war er zwischen 1976 und 2000 an 54 Aufnahmesessions beteiligt, zuletzt mit David Berger & The Sultans of Swing.